# Papuastare
Papuastare (Mino dumontii) är en fågel i familjen starar inom ordningen tättingar.

## Utseende och läte
Papuastaren är en rätt stor tätting med huvudsakligen svart fjäderdräkt. Den är gul i en bar fläck runt ögat samt på buken. Näbben är orangegul med ett tunt gult streck som leder ner från mungipan. Vidare är den vit på över- och undergump, och i flykten syns även en vit fläck i flykten. Arten liknar guldstaren, särskilt i flykten, men papuastaren skiljer sig på bara huden runt ögat, svart bröst och vit övergump. Lätet är ett nasalt och grodliknande "gau-wak!".

## Utbredning och systematik
Fågeln förekommer på Nya Guinea, Aruöarna och västpapuanska öarna. Den behandlas som monotypisk, det vill säga att den inte delas in i några underarter.

## Status och hot
Arten har ett stort utbredningsområde, men tros minska i antal, dock inte tillräckligt kraftigt för att den ska betraktas som hotad. Internationella naturvårdsunionen IUCN listar arten som livskraftig (LC).